# Oeiras (Portogallo)
Oeiras (o'ɐiɾɐʃ) è un comune (concelho) portoghese situato nel distretto di Lisbona.

## Storia
L'area del municipio di Oeiras era in età medievale e sino all'età moderna scarsamente urbanizzata e perlopiù destinata ad attività agricole e pastorali. La località era, con le limitrofe Aljez (Algés) e Barquerena (Barcarena), un reguengo, ovvero un territorio non infeudato ma direttamente soggetto al re. Nel XVI secolo sono attestate ad Oeiras varie manifatture quali i Fornos de Cal e la Fábrica da Pólvora de Barcarena. Nel 1559 viene fondato inoltre il  Convento de São José de Ribamar, mentre risale al XVII la Cartuxa de Laveiras (convento certosino). Nel corso del XVIII vengono edificate grandi residenze quali la Quinta Real de Caxias, il Palácio dos Aciprestes, il Palácio Ribamar e il Palácio do Marquês de Pombal.
La giurisdizione sul territorio di Oeiras venne concessa dal re Giuseppe I del Portogallo a Sebastião José de Carvalho e Melo con Carta Régia il 7 giugno 1759 e il potente primo ministro ottenne il titolo di conte di Oeiras. Il municipio di Oeiras venne formalmente costituito il 13 luglio 1759, sebbene i suoi confini venissero definiti mediante un foral solamente il 25 settembre 1760.
Nel corso del XVIII e XIX secolo il territorio di Oeiras si espande e viene interessato dall'insediamento di impianti industriali. Allo stesso tempo Oeiras mantiene una certa distinzione come luogo di villeggiatura d'élite. Sul finire del XIX la cittadina viene raggiunta dalla ferrovia di Cascais.

## Società

### Evoluzione demografica
Abitanti censiti

## Freguesias
Il municipio è diviso in cinque freguesias, nate in seguito alla riorganizzazione amministrativa del 2013.
| Barcarena Porto Salvo Carnaxide e Queijas Oeiras e São Julião da Barra, Paço de Arcos e Caxias Algés, Linda-a-Velha e Cruz Quebrada-Dafundo |
| --- |

In precedenza erano:
- Algés
- Barcarena
- Carnaxide
- Caxias
- Cruz Quebrada - Dafundo
- Linda-a-Velha
- Oeiras e São Julião da Barra
- Paço de Arcos
- Porto Salvo
- Queijas

## Amministrazione

### Gemellaggi
- Saint-Étienne, dal 1995

## Monumenti e luoghi d'interesse
- Palazzo del Marchese di Pombal
- La Naval Striking and Support Forces della NATO ha il suo quartier generale ad Oeiras dal 2012.
- La NCIA ha inoltre uno dei suoi quattro campus principali nella città portoghese.
- Stadio nazionale di Jamor
- Forte de São Lourenço do Bugio, edificato tra il 1590 e il 1657.
- Quinta Real de Caxias
- Fábrica da Pólvora de Barcarena

## Musica
- A Oeiras ha sede la Orquestra de Câmara Portuguesa, un'orchestra da camera fondata il 5 luglio del 2007 e che ha debuttato il 13 settembre successivo, nel concerto inaugurale della Stagione 2007/2008, presso il Grande Auditorium del Centro Cultural de Belém, a Lisbona.
- A Oeiras si svolge annualmente dal 2007 il festival NOS Alive.

## Sport
- Dal 1989 e fino al 2014, vi si svolgevano gli Estoril Open, nome ufficiale Millennium Estoril Open, precedentemente noto anche come Portugal Open, torneo professionistico di tennis maschile, parte della categoria ATP Tour 250. Dal 2014 si svolgono, appunto, a Estoril.
- Oeiras Eco Rally Portugal